# 経済物理学
経済物理学（けいざいぶつりがく、英語：econophysics）は、経済現象を物理学的な手法・観点から解明することを目指す学問である。現在のところ、扱う対象としては、株式、為替、先物などの市場、企業間ネットワーク（例えば株の持ち合いなど）、個人・法人の所得などのような例がある。これらの対象を扱う理由は、大量のデータを用意でき、その結果、後に述べるように冪分布（べきぶんぷ）（ファットテール）が観察しやすくなるからである。
大量の市場データを扱う試みはマーケットマイクロストラクチャーなどの分野で、すでに1980年代には始まっていた。1980年代半ばごろ、イェール大学経済学部の教授、浜田宏一と当時イェール大学の客員研究員だった高安秀樹が、なぜ、市場価格がランダムウォークになるのかという根本的な疑問に対し、エージェントモデルのアプローチを導入していた。物理学者が本格的に市場研究に乗り出したのは1990年代に入ってからである。1990年代には経済物理学という用語は、ユージン・スタンレー（H. Eugene Stanley）および、その大学院生たち、また、独立に高安秀樹（Hideki Takayasu）らにより提案された。その後、新たな統計物理学の応用研究として注目されるようになり、1995年、カルカッタの統計物理学の会議で最初に用いられた The inaugural meeting on econophysics was organised in 1998 in Budapest by János Kertész and Imre Kondor. The first book on econophysics was by R. N. Mantegna & H. E. Stanley in  2000.。さらに1997年には、ブダペストで世界初の経済物理学の会議が行われた。
ここでは、特に経済物理学が市場をどのように扱うかについて述べる。

## 背景
従来の経済学による市場理論としては、一般均衡理論がある。これは消費者の効用関数・生産者の生産関数を所与とし、多市場の価格・需給量を同時決定するモデルであり、数学的にエレガントな構造をしている。しかし、動学的な理論ではなく、市場がどのように均衡に到達するか、あるいは市場は本当に均衡しているのか、という問題は扱いにくい。また、バブルやクラッシュといったダイナミカルな現象を統一的な視点から理解するモデルの構築が求められていた
初期の金融工学では、原資産の価格変化率の分布が対数正規分布に従い、裁定機会が存在しないなどの仮定の上で、オプションの理論価格を導くことができた（ブラック・ショールズ方程式）。あくまで、数学的に扱いやすいから正規分布としている。この段階での金融工学の理論は、時間が明示的に入っているため動学的ではあるが、実際の価格変化率の分布は正規分布ではなくパレート分布（冪分布）に従うため、現実的なモデルとはなっていない。金融工学は、その後、ARCH、GARCHモデルのように、価格変化率の標準偏差の時間変動を取り入れ、冪（）分布、ボラティリティ・クラスタリングを再現する方向へと発展していく。ただし、なぜそうした分布に従うのかといった疑問に答えるのが経済物理学の狙いである。
価格変化率の分布がなぜパレート分布（冪分布）に従うのかということの理解は重要である。なぜなら、大きな価格変動は暴落・暴騰を意味するので、それが正規分布の予言よりも多いということは、それだけ市場が不安定な存在であることを意味するからである。また、オプションの理論価格は、価格変化率の分布と関係があることが分かっているので、オプションの価格理論にとっても重要である。
では、冪分布は一般にどのような状況で出現するのだろうか。また、物理学的な手法によって冪分布はどのように理解されているのだろうか。

## 手法
経済物理学では、主に統計物理学的な手法を用いて経済を研究する。時には、流体力学・量子力学的な手法を用いることもある。
統計物理学で重要な概念の一つが相転移である。相転移が起きる前後では、比熱などの物理量が冪分布に従うことが多い。このことは、相転移の前後では典型的なスケールが存在しないということを意味している（スケールフリー）。
市場にもバブル・暴落相とフラット相（平穏な状態）の2つの相があり、その相の間を転移することで、冪分布が生じるというのが、経済物理学の典型的な考え方である。極端な例だが、第2次世界大戦後のハンガリーでは、指数関数の肩に時間の指数関数がのるほどの猛烈なインフレーションが起きた。その結果、16年間で貨幣価値が1垓3000京分の1になったという。普通のインフレーションでは貨幣価値は時間の指数関数程度に大きくなるから、ハンガリーの指数関数よりずっとはやく発散するインフレーションは明らかに異常なインフレーションであり、相が異なると考えるのが合理的である。あたかも磁気相転移のように、投資家の思考が一方向にそろってしまうためにバブル・暴落相が出現するのである。もっとも、最近の研究では、価格変化率が冪分布に従うのは、投資家の意思決定に関する相転移というよりも市場メカニズムそのものに内在する理由からであることが分かっている。詳細はファットテールを参照。このように、相転移という概念は、物理現象だけでなく、経済現象を捉えるのにも役立つと考えられている。
さらに、経済物理学では、相転移だけでなく、複雑系を理解するためのキーワードである、フラクタル・自己組織化・ネットワーク・カオスなどの概念を用いて、市場を理解しようとしている。

## 批判とそれに対する反応
経済物理学は新しい学問領域であるが、その対象は決して新しくはない。さらに使われている手法も物理学では当然のものであり、新たな手法が登場するには至っていなかったが近年は、経済物理学から物理学に対しても示唆的な成果が生み出されるようになってきている。したがって、市場を伝統的な手法で研究している経済学者や、主流派の物理学者から様々な批判がなされている。

## 関連文献
- ロザリオ・ヌンジオ・モンテグナ、Ｈ．ユジーン・スタンリー著、中嶋眞澄訳、『経済物理学入門 -ファイナンスにおける相関と複雑性』エコノミスト社、2000年 ISBN 9784873151014

- 高安秀樹 著 『経済物理学の発見』光文社、2004年 ISBN 4334032672

一般向け。
- ディディエ ソネット著, 森谷 博之 訳『入門 経済物理学―暴落はなぜ起こるのか?』PHP研究所、2004年 ISBN 4569634141

参考文献が豊富。統計物理を知っていたほうが読みやすい。
- 青山秀明, 家富洋，池田裕一，相馬亘，藤原義久 著 『パレート・ファームズ －企業の興亡とつながりの科学』日本経済評論社、2007年 ISBN 4818819506

一般向け。
- 杉原 正顯、 高安 美佐子、和泉 潔、佐々木 顕、杉山 雄規

「岩波講座　計算科学第6巻　計算と社会」　
岩波書店   2012年6月   ISBN 4000113062
- 高安美佐子編著

「ソーシャルメディアの経済物理学 ウェブから読み解く人間行動」日本評論社 2012年8月   
ISBN 9784535556782
一般向け。
- 増川 純一, 水野 貴之, 村井 浄信, 尹 煕元

「株価の経済物理学」
ISBN 4563062030
- B K Chakrabarti, A Chakraborti,A Chatterjee, Econophysics and Sociophysics : Trends and Perspectives, Wiley-VCH, Berlin (2006)
- Sitabhra Sinha, Arnab Chatterjee, Anirban Chakraborti, Bikas K Chakrabarti, Econophysics: An Introduction, Wiley-VCH, 2010.
- Joseph McCauley, Dynamics of Markets, Econophysics and Finance, Cambridge University Press (Cambridge, 2004)
- Bertrand Roehner, Patterns of Speculation - A Study in Observational Econophysics, Cambridge University Press (Cambridge, 2002)
- A Chatterjee, S Yarlagadda, B K Chakrabarti, Econophysics of Wealth Distributions, Springer-Verlag Italia (Milan, 2005)
- Hagen Kleinert, Path Integrals in Quantum Mechanics, Statistics, Polymer Physics, and Financial Markets, 3rd edition, World Scientific (Singapore, 2004)(also available online here)